# Битка при Москва
Битката при Москва от 1941 – 1942 г. е поредица от сражения между Съветския съюз и Германия по време на Втората световна война, завършили с успешната съветска защита на Москва и разбиване на германските войски. Боевете започват на 30 септември 1941 г. и завършват в средата на април 1942 г. с окончателна победа на съветските войски. Вермахтът е изтласкан на разстояние около 350 километра от Москва. Отново в руски ръце са районите около Калинин, Рязан и Тула. Това сражение е първият по-сериозен неуспех на германската армия.
Планът на германците за настъпление към Москва е разработен още в хода на сраженията при Киев. Получава кодовото име „Тайфун“, а за провеждането му е отговорна група армии „Център“. В началото на операцията тя се състои от три полеви армии – 2-ра, 4-та и 9-а и три танкови групи – 2-ра, 3-та и 4-та. В състава на групата влизат 77 дивизии, в това число 14 танкови и 8 моторизирани. Това съставлява около 33 % от пехотните и 64 % от танковите и моторизирани дивизии на немската армия, действащи на съветско-германския фронт. Крайната цел на командването на Вермахта е да се превземе Москва и да се излезе на Линията „Архангелск – Астрахан“.
Групата армии „Център“ е развърната за настъпление в полосата Адрианопол – Глухова. Полосата е ограничена на юг от курското направление, а на север – от калининското. В района на Духовщина, Рославъл и Шостки са съсредоточени три ударни групировки. След пробива на съветската отбрана танковата групировка под Рославъл трябва да настъпва на североизток срещу Вязма и там да се съедини с другата ударна група, настъпваща към Вязма от северозапад. По този начин е планирано да се обкръжи и унищожи намиращата се в района на Смоленск групировка на съветските войски. На 2-ра танкова група (с главнокомандващ генерал Гудериан) е поставена задача да настъпи от района на Глуховка (близо до Орел), между Новгород-Северски и Брянск и да излезе в тил на противника, сковаван по фронта от войските на 2-ра армия.
Срещу немските войски са разположени Западния, Резервния и Брянския фронт. В хода на Московската отбранителна операция съветските войски осъществяват следните фронтови отбранителни операции:
- Орловско-Брянска фронтова отбранителна операция;
- Вяземска фронтова отбранителна операция;
- Можайско-Малоярославска фронтова отбранителна операция;
- Калининска фронтова отбранителна операция;
- Клинско-Солнечногорска фронтова отбранителна операция;
- Наро-Фоминска фронтова отбранителна операция;
- Тулска фронтова отбранителна операция.

## Контекст
Германската операция „Барбароса“ предвижда превземането на Москва за четири месеца. На 22 юни 1941 г. силите на Оста нахлуват в Съветския съюз, унищожават по-голямата част от съветските въздушни сили на земята и продължават да напредват чрез тактиката блицкриг. Група армии Север напредват към Ленинград, група армии Юг завладяват Украйна, а група армии Център напредват към Москва. Към юли 1941 г. група армии Център вече е прекосила река Днепър по пътя си към съветската столица.
На тези етап, макар Москва да е уязвима цел, офанзива срещу града би изложила на риск германските флангове. В опит да овладее риска и да осигури провизии и храна към Украйна, Адолф Хитлер нарежда атаката да поеме на север и на юг, за да се подсигурят първо Ленинград и Киев. Това забавя германското настъпление към Москва. Когато то продължава на 30 септември 1941 г., немските войски са отслабнали, докато съветските войски се концентрират в защита на столицата.

## Първоначално настъпление
За Хитлер, съветската столица е второстепенна цел. Той вярва, че единственият начин СССР да бъде сломен е да бъде победен икономически – чрез превземането на икономическите ресурси източно от Киев. Когато Валтер фон Браухич подкрепя идеята за директен тласък към Москва, му е отговорено, че „само закостенял мозък може да си помисли за такава идея“. След като немските войски нанасят тежки удари по съветските части в Украйна, Хитлер пренасочва вниманието си към Москва към края на лятото. Почти два милиона германски войници са мобилизирани в операция, както и 1000 – 2470 танка и 14 000 оръдия. Германската мощ във въздуха обаче е сериозно намаляла след лятната кампания. Луфтвафе са загубили 1603 самолета и поправят 1028. Следователно, настъпателните действия разчитат на стандартните блицкриг тактики чрез танкови групи. Пред Вермахта се изправени три съветски фронта, образуващи отбранителна линия между градовете Брянск и Вязма, препречвайки пътя към Москва. Макар тези съветски войски също да се участвали в тежки сражения, те все още представляват голяма концентрация от 1 250 000 души, 1000 танка и 7600 оръдия. Съветските военновъздушни сили са понесли колосални загуби – между 7500 и 21 000 самолета.
Германското настъпление върви по план, като 4-та танкова армия напредва почти необезпокоявана, а след това разделя мобилните си части на север, за да завърши обграждането на Вязма заедно с 3-та танкова армия, докато други танкови войски заобграждат Брянск. Съветските защитни линии все още не са завършени и са премазани от врага. Четири съветски армии (19-а, 20-а, 24-та и 32-ра) са обградени.
Съветските войски продължават да се сражават, макар и обкръжени, което принуждава Вермахта да мобилизира още дивизии, за да ги елиминира. Остатъците от съветските Западен и Резервен фронт преминават в отстъпление и установяват нова отбранителна линия близо до Можайск. Макар загубите им да са големи, от обкръжението успяват да се измъкнат немалко войски, вариращи по размер от взводове до дивизии. Съветската съпротива при Вязма предоставя време на съветското главно командване да подсили армиите около Москва (5-а, 16-а, 43-та и 49-а). Три пехотни и две танкови дивизии са мобилизирани от Източен Сибир.
Метеорологичните условия обаче започват да се променят, възпрепятствайки и двете страни. На 7 октомври пада първия сняг и бързо се стопява, превръщайки пътищата и откритите местности в калища – явление, познато под името распутица в Русия. Германските бронирани групи са ужасно забавени, което позволява на съветските сили да се прегрупират.
В някои случаи, съветските войски успяват да контраатакуват. Така например, немската 4-та танкова дивизия попада в засадата на Дмитрий Лелюшенко близо до Мценск. Новопостроени танкове T-34 са укрити в гората, докато немските бронирани машини минават покрай тях. Те атакуват немските Панцер IV по двата фланга. За Вермахта, шокът от това поражение е толкова голям, че е наредено специално разследване. Хайнц Гудериан и екипът му откриват, че съветските T-34 са почти непроницаеми за немските танкови оръдия. В мемоарите си, генералът пише: „Нашите танкове Панцер IV с малките си 75-mm оръдия могат да взривят T-34 само чрез удар в двигателя му отзад.“. Все пак, в засадата немците губят само шест танка. За Ерих Хьопнер, тя е без значение, тъй като основното му притеснение е съпротивата вътре от образувалите се чували, а не извън тях. Други контраатаки също забавят немската офанзива. 2-ра армия, която е разгъната северно от силите на Гудериан с цел да обгради фронта при Брянск, попада под тежкия натиск на Червената армия, подсилван от въздушните сили.
Според немските оценки за първоначалните действия в СССР, 673 000 войници са били пленени от Вермахта от джобовете при Вязма и Брянск. Съвременните оценки говорят за по-малък, но пак огромен брой – 514 000 военнопленници. Това означава, че съветската войска е била отслабена с около 41%. Междувременно, Ото Дитрих изказва увереността си по време на пресконференция в Германия, че армиите, защитаващи Москва, ги чака сигурно унищожение. Това повдига морала както на войниците, така и на гражданите у дома. Плъзват слухове, че войските от източния фронт ще се приберат в Германия за Коледа.
Все пак, съпротивата на Червената армия е забавила Вермахта. Когато германците влизат в покрайнините на Можайск западно от Москва на 10 октомври, те срещат още една отбранителна бариера. Същият ден, Георгий Жуков, който е извикан от Ленинградския фронт на 6 октомври, поема командването на защитата на Москва и комбинираните Западен и Резервен фронт с Иван Конев като свой заместник. На 12 октомври Жуков нарежда всички налични сили да се концентрират при подсилената линия на Можайск.. Луфтвафе все още контролира небето, а немските „Щуки“ извършват 537 полета, унищожавайки около 440 превозни средства и 150 артилерийски установки.
На 15 октомври Йосиф Сталин нарежда евакуацията на КПСС, Генералния щаб и различни правителствени служби от Москва в Куйбишев (днес Самара), оставяйки само малък брой държавници в столицата. Евакуацията всява паника сред московчани. На 16 – 17 октомври повече от гражданите на столицата се опитват да избягат, претъпквайки влаковете и задръствайки пътищата. Сталин остава в Москва и в известна степен успокоява страховете на хората.

## Можайска отбранителна линия
На 13 октомври 1941 г. Вермахтът достига отбранителата линия на Можайск, включваща бързо построени четири укрепени линии и защитаваща западните подходи към Москва от Калинин, през Волоколамск до Калуга. Въпреки новопристигналите подкрепления, само около 90 000 съветски войници са окопани при линията – прекалено малко, за да удържат немското нашествие. Разполагайки само с ограничени ресурси, Жуков решава да концентрира силите си в четири основни точки: 16-а армия на генерал Константин Рокосовски защитава Волоколамск, 5-а армия на генерал-майор Леонид Говоров поема Можайск, 43-та армия на генерал-майор Константин Голубев отбранява Малоярославец, а 49-а армия на генерал-лейтенант Иван Захаркин защитава Калуга. Целият съветски Западен фронт (почти унищожен след Вязма) е пресъздаден почти от нулата.
Отбраната на самата столица е организирана бързо. Според Жуков, около 250 000 жени и деца работят по построяването на окопите и противотанковите ровове около Москва, премествайки почти 3 млн. m3 пръст без помощта на машини. Московските фабрики бързо са пригодени за военни цели. Така например, един автомобилен завод е превърнат в завод за картечни пистолети, часовникарски цехове произвеждат минни детонатори, шоколадената фабрика произвежда храна за фронта, а автомобилните сервизи поправят танкове и военни превозни средства. Въпреки тази подготовка, столицата попада в обсега на немските танкове, а Луфтвафе извършва ограничени въздушни бомбардировки над града. Тези нападения обаче нанасят само малко щети, поради голямата противовъздушна отбрана на града и ефективните екипи на гражданска защита.
На 13 октомври (15 октомври според други източници) Вермахтът продължава офанзивата си. Първоначално, немските сили се опитват да заобиколят съветските защити, поемайки на североизток към слабо отбранявания град Калинин и на юг към Калуга и Тула, превземайки всички населени места с изключение на Тула до 14 октомври. Окуражавани от този първоначален успех, германците предприемат челна атака срещу укрепената линия, превземайки Можайск и Малоярославец на 18 октомври, Наро-Фоминск на 21 октомври и Волоколамск на 27 октомври след интензивни боеве. Поради увеличаващата се опасност от нападение по фланга, Жуков е принуден да се изтегли назад, източно от река Нара.
На юг, немската 2-ра танкова армия първоначално настъпва към Тула с относителна лекота, защото Можайската отбранителна линия не стига чак дотам и няма значителни концентрации на съветски войски, които да ѝ попречи. Въпреки това, лошите метеорологични условия, недостигът на гориво, повредените пътища и мостове забавят немската армия. Гудериан достига покрайнините на Тула на 26 октомври. Германският план предвижда бързо превземане на Тула, последвано от маневра „клещи“ около Москва. Първото нападение обаче е отблъснато от 50-а армия и цивилни опълченци на 29 октомври близо до града. На 31 октомври немското Главно командване на войските нарежда офанзивата да бъде спряна, поради влошаващите се логистични проблеми.

## Настъпление на Вермахта към Москва
Към края на октомври германските войски вече са изморени, като само една трета от моторните им превозни средства функционират. Някои пехотни дивизии са намалели наполовина, а сериозните логистични препятствия забавят доставките на топли дрехи и зимно оборудване към фронта. Дори Хитлер изоставя идеята за дълга битка, тъй като изпращането на танкове в такъв голям град без подкрепата на пехотата би било рисково след скъпото превземане на Варшава през 1939 г.
За да затвърди решителността на Червената армия и да повдигне духа на гражданите, Сталин нарежда традиционният военен парад на 7 ноември (Деня на революцията) да бъде проведен на Червения площад. Съветските войски маршируват покрай Кремъл, а след това отиват директно на фронта. Парадът има голямо символично значение, демонстрирайки несломената съветска решителност. Въпреки парада обаче позицията на Червената армия остава несигурна. Макар още 100 000 съветски войници да са изпратени в Клин и Тула, където се очакват още германски нападения, съветската защита остава относително рехава. Независимо от това, Сталин нарежда да се извършат няколко контранастъпления срещу германските линии. Те са предприети въпреки възраженията на Жуков, който е обезпокоен от пълната липса на резерви. Вермахтът отблъсква повечето от тези контраатаки, които пропиляват съветски човешки ресурси, които иначе биха могли да се използват в отбраната на Москва. Единственият успех на контраофанзивата е западно от Москва, близо до село Алексино, където съветските танкове нанасят тежки загуби на немската 4-та армия, която все още не разполага с противотанкови оръжия срещу добре бронираните T-34.
От 31 октомври до 13 – 15 ноември Главното командване на Вермахта се подготвя за предприемането на втора офанзива срещу Москва. Макар група армии Център все още да разполага със значителна мощ, бойният ѝ капацитет е намалял поради умората на войските. И докато немците са наясно с постоянния приток на съветски подкрепления от изток, както и с наличието на големи резерви, имайки предвид огромните съветски загуби, те не очакват Москва да успее да образува твърда защита. Ала в сравнение със ситуацията през октомври, съветските дивизии вече са заели много по-силни отбранителни позиции – троен защитен обръч около града, както и остатъците от Можайската линия близо до Клин. Повечето от съветските полеви армии вече разполагат с многослойна защита. Екипи на артилерийска поддръжка и сапьори се концентрират около големите пътища, които се очаква да бъдат използвани от немските войски по време на атаките. СССР разполага и с много войски в резерви зад фронта. Освен това оцелелите съветски войски и офицери вече са по-опитни и по-подготвени за следващата офанзива.
Към 15 ноември 1941 г. земята вече е замръзнала, разрешавайки проблема с калта. Бронираният авангард на Вермахта, съставен от 51 дивизии, може да напредва за да обгради Москва. За да постигнат това, немските 3-та и 4-та танкови групи трябва да концентрират силите си между Иванковския язовир и Можайск, след което да продължат покрай съветската 30-а армия до Клин и Солнечногорск, обкръжавайки столицата от север. На юг, 2-ра танкова армия трябва да премине покрай Тула, която все още е под съветски контрол, и да напредне към Кашира и Коломна, свързвайки се със северната част на „клещите“ при Ногинск. Немската 4-та армия в центъра има задачата да притисне войските на съветския Западен фронт.:с. 33, 42 – 43
Германските танкови армии започват офанзивата си срещу Клин на 15 ноември. По това време там няма съветски резерви, тъй като Сталин иска да предприеме контраатака при Волоколамск, което налага мобилизирането на всички налични резерви на юг. Първите немски атаки разделят фронта на две, отделяйки 16-а армия от 30-а. Следват няколко дни на ожесточени боеве. Жуков пише в мемоарите си: „Врагът, пренебрегвайки жертвите, извършва челни нападения, искайки да се добере до Москва на всяка цена.“. Въпреки усилията на Вермахта, многослойната отбрана на града работи, а съветската 16-а армия се изтегля, постоянно тормозейки германските дивизии, които се опитват да преминат укрепените им позиции.
Трета танкова армия завладява Клин след тежко сражение на 23 ноември. След това са превзети Солнечногорск на 24 ноември и Истра на 25 ноември. Съветската съпротива все още е ожесточена, а изходът от битката съвсем не е решен. Сталин пита Жуков дали Москва може да бъде успешно удържан. Жуков му отговаря, че това е възможно, но са нужни спешни подкрепления. На 27 ноември немската 7-а танкова дивизия овладява моста над канала Москва – Волга, който е последното препятствие преди Москва, бидейки разположен на 35 km от Кремъл. Обаче, мощна контраатака на 1-ва ударна армия ги изтласква назад. Северозападно от Москва, Вермахтът достига Красная Поляна и вече се намира само на 29 km от Кремъл. Германските офицери успяват да видят някои от по-големите сгради в съветската столица чрез биноклите си. Все пак, както съветските, така и немските войски страдат от сериозен недостиг на хора. Някои полкове са съставени от едва 150 – 200 души.
На юг, близо до Тула военните действия продължават на 18 ноември, когато немската Втора танкова армия се опитва да обкръжи града. Германските части са изключително изморени от предишните сражения и не разполагат със зимни дрехи. Поради тази причина, първоначалният им прогрес съставлява само 5 – 10 km на ден. Освен това този ход излага германските танкови армии на опасност от атаки по фланговете. Въпреки това, Гудериан успява да води офанзивата, изпращайки войските си в различни посоки и превземайки Сталиногорск на 22 ноември. На 26 ноември германските танкове приближават Кашира, през който преминава голяма магистрала към Москва. На следващия ден е осъществена съветска контраатака. 2-ри кавалерийски корпус и 1-ви гвардейски кавалерийски корпус на генерал Павел Белов оказват подкрепа на бързо сформираните формирования. Така, в началото на декември немските части за изтласкани, а южните подходи към града за обезопасени. Тула е успешно отбранен, благодарение на фортификациите си и твърдите защитници, главно от 50-а армия, включващи както войници, така и опълченци. Вермахтът така и не се доближава до Москва от юг. Първият удар на контраофанзивата на съветския Западен фронт в покрайнините на Москва попада върху 2-ра танкова армия на Гудериан.
Поради съпротивата както по северния, така и по южния край на Москва, на 1 декември Вермахтът се впуска в челна офанзива от запад, близо до град Наро-Фоминск. Офанзивата разполага с ограничена танкове поддръжка и е насочена срещу мащабната съветска защита. След среща твърд отпор от съветската 1-ва гвардейска стрелкова дивизия и атаки по фланга от 33-та армия, германското настъпление е спряно и изтласкано назад след четири дни. Легионът на френските доброволци срещу болшевизма (638-и пехотен полк), единственото чуждестранно формирование на Вермахта, участвало в офанзивата срещу Москва, влиза в схватка близо до село Дютково. На 2 декември разузнавателен батальон стига до град Химки – на около 30 km от Кремъл. Това е най-близкото до Москва разстояние, което германците постигат във войната.
Зимата в Европа от 1941 – 1942 г. е една от най-студените през 20 век. На 30 ноември Федор фон Бок докладва до Берлин, че температурата е −45 °C. Генерал Ерхард Раус, командир на 6-а танкова дивизия, води дневник на средната ежедневна температура. Той показва много студен период от 4 до 7 декември, когато температурите достигат −38 °C, макар да не е известно дали използваният от него метод на измерване е бил надежден. Жуков споделя, че минимумът през ноември достига само −10 °C. Съветската метеорологична служба засича, че най-ниската температура през декември е била −28,8 °C. Макар и с големи разлики в измерванията, тези данни показват, че метеорологичните условия през тази зима са били изключително студени. Немските войници мръзнат без подходящо зимно облекло и използват оборудване, което не е било проектирано за експлоатация при такива ниски температури. Над 130 000 случая на измръзване са докладвани сред германската войска. Моторните превозни средства се налага да бъдат загрявани в продължение на часове, преди да потеглят, а след всеки зареден снаряд е трябвало да се премахва замръзнала смазка. Същият мраз покосява и съветските войски, но те са по-добре подготвени. Освен че разполагат с по-топли дрехи и обувки, те са и по-добре запазени, тъй като са прекарали по-малко време на фронта от немците. Някои историци са на мнение, че целенасочените наводнения от съветска страна също изиграват важна роля при защитата на Москва. Те имат за цел да стопят леда и да предотвратят преминаването на войски и военно оборудване по река Волга и Иванковския язовир. Язовирните стени на няколко язовира са взривени, като в процеса около 30 – 40 села са наводнени.
Офанзивата на силите на Оста срещу Москва е спряна. Гудериан пише в дневника си: „Офанзивата срещу Москва се провали. Ние подценихме силата на врага, както и размера и климата му. За щастие, аз спрях войниците си на 5 декември, иначе катастрофата щеше да е неизбежна.“.

## Съветско контранастъпление
Макар настъплението на Вермахта да е спряно, немското разузнаване докладва, че съветските сили не разполагат с повече резерви и, съответно, са неспособни да преминат в контранастъпление. Тази преценка обаче се оказва грешна, тъй като Сталин прехвърля 18 дивизии, 1700 танка и над 1500 самолета от Сибир към Москва. Червената армия вече е натрупала резерв от 58 дивизии към началото на декември. По това време предложената офанзива от Жуков и Василевски е одобрена от Сталин. Дори и с новите попълнения, съветските сили, участващи в операцията, наброяват не повече от 1 100 000 души, което е само с малко повече от силите на Вермахта. Независимо от това, с внимателно разгръщане на силите, в определени сражения е постигано съотношение от 2:1.
На 5 декември 1941 г. контраофанзивата за премахване на опасността от Москва започва при Калинин. Югозападният и Западният фронтове се включват в настъплението на следващия ден. След няколко дни на ограничен успех, съветските войски поемат контрол над Солнечногорск на 12 декември и над Клин на 15 декември. Армията на Гудериан побягва назад към Веньов, а след това към Сухиничи. Опасността над Тула също е снета.:с. 44 – 46, 48 – 51
На 8 декември Хитлер подписва директива No.39, нареждайки на Вермахта да заеме отбранителна позиция по целия фронт. Немските войски не успяват да организират солидна защита на текущите си позиции и са принудени да се изтеглят още, за да консолидират отбранителната си линия. Гудериан дискутира положението с Волфрам фон Рихтхофен на същия ден, като и двамата се съгласяват, че текущата фронтова линия няма да може да бъде удържана. На 14 декември Франц Халдер и Гюнтер фон Клуге дават разрешението си за отстъпление на запад по река Ока без одобрението на Хитлер. По време на събрание с германски висши офицери на 20 декември, Хитлер отменя отстъплението и нарежда на войските си да защитават всеки къс земя. Гудериан възразява, посочвайки, че жертвите на студа са всъщност по-големи от жертвите в бой. Въпреки това, Хитлер настоява да се защитават текущите линии, и освобождава Гудериан на 25 декември, заедно с командирите на 9-а армия (Адолф Щраус) и 4-та танкова армия (Ерих Хьопнер). Федор фон Бок също е освободен, официално по „медицински причини“. Главнокомандващият сухопътните сили, Валтер фон Браухич, е освободен още по-рано – на 19 декември.:с. 42
Междувременно, съветската офанзива продължава на север. Тя освобождава Калинин, а съветските войски достигат Клин на 7 декември, където се помещава щаб-квартирата на немския 56-и танков корпус. Генерал Иван Конев се опитва да обгради останалите немски войски, докато Жуков изпраща войски на юг, за да му помогне да хване немската 3-та танкова армия в капан. Все пак, германците успяват да изтеглят войските си навреме. Макар съветското обкръжение да се проваля, то изкарва от равновесие немската защита. Направен е втори опит за заобикаляне на северните части на група армии Център, но те отговарят със силна съпротива близо до Ржев, образувайки клин, запазил се чак до март 1943 г. На юг, контраофанзивата облекчава защитниците на Тула на 16 декември. Голямо нейно постижение е обграждането и унищожението на 35-и армейски корпус, който покрива южния фланг на Втора танкова армия на Гудериан.
Луфтвафе са парализирани през втората половина на декември. Логистическите трудности и ниските темпратури създават технически пречки до януари 1942 г. Междувременно, немското присъствие във въздуха над Москва изчезва, докато съветските военновъздушни сили нарастват. На 4 януари небесата се проясняват, а Хитлер започва да се надява, че ситуацията може да бъде овладяна с въздушни подкрепления. Новопристигналите транспортни самолети спасяват група армии Център от тотално рухване. Между 17 и 22 декември Луфтвафе унищожават 299 моторни превозни средства и 23 танка около Тула, забавяйки настъплението на Червената армия.
На централния фронт, съветският напредък е много по-бавен. Наро-Фоминск е освободен чак на 26 декември Калуга на 28 декември и Малоярославец на 2 януари след десет дни ожесточени боеве. Съветските резерви намаляват и контраофанзивата спира на 7 януари 1942 г., след като е изтласкала и изморила замръзващите немски армии на 100 – 250 km от Москва. Сталин продължава да дава заповеди за още атаки, така че да хване група армии Център в капан пред Москва и да ги унищожи, но Червената армия вече е уморена и се проваля.

## Последици
Зимната контраофанзива на Червената армия изтласква Вермахта от Москва, премахва непосредствената заплаха от завземането му от германската армия. Московският театър на военните действия остава приоритетен за Сталин, който все още е шокиран от първоначалния германски успех. Освен това съветското настъпление не успява да се справи с клина при Ржев, който се поддържа от няколко дивизии на група армии Център. Предприети са няколко нападения срещу него, но всяко от тях завършва с тежки загуби за двете страни. Към началото на 1943 г. Вермахтът се оказва принуден да изостави тази си позицията, тъй като целият фронт се премества на запад.
Вбесен от провала при Москва, Хитлер поема личен контрол над Вермахта и заменя опитните си офицери от фронта с такива с по-малък опит. За пръв път от началото на операция „Барбароса“ съветските войски успяват да спрат немците и да ги изтласкат назад. Това вдъхва  увереност на Сталин, който решава да предприеме нова офанзива през пролетта на 1942 г. Недостигът на хора на Червената армия и тактическите умения на Вермахта обаче водят до кърваво патово положение при Ржев. Провалът на последващите съветски военни действия в региона водят до успешна немска офанзива на юг по-късно през 1942 г. и до битката при Сталинград.